# Scutellidium loureiroi
Scutellidium loureiroi är en kräftdjursart som beskrevs av Jakobi 1954. Scutellidium loureiroi ingår i släktet Scutellidium och familjen Tisbidae. Inga underarter finns listade i Catalogue of Life.